# Bernard Ștef
Bernard Ștef (n. 22 octombrie 1916, Lăscud, Mureș - d. 11 septembrie 2010, Blaj) a fost un călugăr asumpționist român, deținut politic, scriitor.
După noviciatul asumpționist din Beiuș a urmat studiul teologiei la Metz. În data de 27 iulie 1941 episcopul Vasile Aftenie l-a hirotonit preot în biserica mănăstirii asumpționiste de la Blaj.
A fost arestat în 27 iulie 1951, odată cu lotul de preoți din județul Mureș (interbelic). Ancheta la Securitatea din Târgu Mureș a durat până în februarie 1952, când întreg lotul a fost transferat la penitenciarul din Cluj, în vederea procesului, care a avut loc în 18 aprilie 1952, în Vinerea Mare. Bernard Ștef a fost condamnat la cinci ani închisoare pentru instigare publică împotriva statului. Fiind apt de muncă, a fost trimis cu alți preoți la Canalul Dunăre-Marea Neagră. 
A fost eliberat din închisoare în octombrie 1955.
În 31 ianuarie 1990 s-a întors la Blaj, stabilindu-se lângă Casa Domnului, fosta mănăstire asumpționistă, transformată în sediu  al unei parohii ortodoxe. După refuzul Bisericii Ortodoxe Române de a restitui mănăstirea, s-a stabilit într-o garsonieră pe str. Popa Șapcă, ulterior într-o casă din Piața 1848. A desfășurat o bogată activitate pastorală. A reorganizat de asemenea viața călugărilor asumpționiști, ocupându-se de noile vocații și pregătirea pentru profesiune sau hirotonire, fiind superiorul (egumenul) mănăstirii.